# 福寧州
福寧州（ふくねいしゅう）は、中国にかつて存在した州。元代から清初にかけて、現在の福建省寧徳市一帯に設置された。

## 概要
1286年（至元23年）、元により福州路長渓県に福寧州が置かれた。福寧州は福州路に属し、寧徳・福安の2県を管轄した。
1369年（洪武2年）、明により福寧州は廃止され、福寧県と改められた。1473年（成化9年）、福寧県は直隷州に昇格した。福寧直隷州は福建省に属し、寧徳・福安の2県を管轄した。
1734年（雍正12年）、清により福寧直隷州は福寧府に昇格した。福寧府は福建省に属し、霞浦・福鼎・寧徳・福安・寿寧の5県を管轄した。
1913年、中華民国により福寧府は廃止された。